# Michele Boccassini
Michele Boccassini (Bologna, 14 ottobre 1917 – Unione Sovietica, 26 agosto 1942) è stato un militare italiano, insignito della medaglia d'oro al valor militare alla memoria nel corso della seconda guerra mondiale.

## Biografia
Nacque a Bologna il 14 ottobre 1917, figlio di Attilio e Carmela Gagliard. Suo padre era un noto professionista stabilitosi in Inghilterra, a Londra, titolare di un avviato studio commerciale e disperso in mare nel luglio 1940 nell’affondamento della nave Arandora Star colpita da un siluro lanciato da un sommergibile tedesco e affondata al largo di Liverpool. Studente del secondo anno di giurisprudenza nell'università di Roma, rimasto solo con la madre, avrebbe potuto usufruire del congedo riservato ai figli di vedove di guerra, ma il 1 settembre 1940 interruppe gli studi per arruolarsi volontario nel Regio Esercito come aspirante allievo ufficiale di complemento, presso la scuola ufficiali di Avellino. Nominato sottotenente nel marzo 1941 venne assegnato in servizio al 208º Reggimento fanteria "Taro", prestando servizio sul fronte greco-albanese fino all'aprile dello stesso anno. Rientrato in Patria a causa di una ferita riportata in combattimento è trasferito al deposito dell'81º Reggimento fanteria della 52ª Divisione fanteria "Torino", ad Oriolo Romano (provincia di Viterbo) ottenne di essere destinato in zona di operazione e nel giugno 1942 raggiungeva il reggimento mobilitato sul fronte russo. Assegnato in un primo tempo al comando della Divisione, gli venne poi affidato il comando della 3ª Compagnia fucilieri del I Battaglione.
Al ritorno in azione viene ferito alla gamba durante una battaglia. Nonostante la ferita, rimane al suo reparto e ritorna a combattere. Il 26 agosto 1942, nei pressi del villaggio di Werk Wodianschj, durante un assalto a postazioni nemiche, viene nuovamente ferito, e rifiuta le cure mediche preferendo condurre l'assalto coi suoi soldati. Cadde colpito a morte da un proiettile alla tempia sinistra, e gli fu poi conferita la medaglia d'oro al valor militare alla memoria. Le sue spoglie mortali sono rientrate in Italia il 15 settembre 1993, e tumulate nel Sacrario Militare di Cargnacco (Udine).

### Annotazioni
1. ↑  In uno scambio epistolare con la madre Carmela, Michele descrive ad essa le bellezze di Oriolo alla Gagliardi, tanto che poi essa vi si trasferirà lì spegnendosi il 19 ottobre 1980.

### Fonti
1. 1 2 3 4  Combattenti Liberazione.
2. 1 2  Gruppo Medaglie d'Oro al Valor Militare 1965, p. 75.
3. 1 2 3 4 5 6 7  Mutilati Barletta.
4. ↑   Medaglia d'oro al valor militare Boccassini, Michele, su quirinale.it, Quirinale. URL consultato l'11 luglio 2021.